# Neuwildflecken
Neuwildflecken ist eine Gemarkung im ehemaligen unterfränkischen Landkreis Brückenau (heute Landkreis Bad Kissingen). Zwischen 1951 und 1970 bestand die Gemeinde Neuwildflecken.
Die Gemarkung Neuwildflecken hat eine Fläche von 5597,65 Hektar und liegt vollständig im Gemeindegebiet des Marktes Wildflecken.
Die Gemeinde Neuwildflecken wurde am 1. April 1951 neu gebildet aus dem Heeresgutsbezirk Wildflecken. Ihre acht Gemeindeteile bei der Gemeindebildung waren die Dörfer Reußendorf und Werberg, die Siedlungen Am Kreuzberg, Arnsberg und Neuwildflecken, die Einöden Ebertshof und Haus Franken und die Wallfahrtskapelle Maria Ehrenberg. Die Gemeindefläche umfasste 5812,66 Hektar. Bei der Volkszählung 1952 hatte die Gemeinde 2064 Einwohner.
Im Jahr 1961 war die Gemarkung 5857,17 Hektar groß. Bewohnt waren 1961 das Pfarrdorf Neuwildflecken, das Kirchdorf Werberg und die Siedlung Oberwildflecken mit insgesamt 1827 Einwohnern. Die Orte Arnsberg, Ebertshof, Haus Franken, Reußendorf und Schmelzhof waren bereits in den Truppenübungsplatz Wildflecken einbezogen und abgesiedelt. Am 1. Juli 1970 wurde die Gemeinde nach Wildflecken eingemeindet.
Der Ort Neuwildflecken wurde bei der Volkszählung 1950 als Siedlung eingestuft, hatte damals 37 Wohngebäude und 714 Einwohner. Bei der Volkszählung 1961 war der Ort inzwischen der Sitz der evangelischen Pfarrei Wildflecken und hatte 1141 Einwohner in 93 Wohngebäuden. Bei der Volkszählung 1970 hatte das Pfarrdorf 1104 Einwohner. Zwischen 1970 und 1978 wurde Neuwildflecken als Gemeindeteil aufgehoben.